# Hóquei no gelo nos Jogos Olímpicos de Inverno de 2014 - Feminino
O torneio feminino de hóquei no gelo nos Jogos Olímpicos de Inverno de 2014 foi disputado entre  8 e 20 de fevereiro na Shayba Arena e no Domo de Gelo Bolshoi (finais).
Em 12 de dezembro de 2017, foi anunciado pelo Comitê Olímpico Internacional que seis jogadoras da seleção da Rússia foram desclassificadas por violações de doping durante os Jogos (Inna Dyubanok, Ekaterina Lebedeva, Ekaterina Pashkevich, Anna Shibanova, Ekaterina Smolentseva e Galina Skiba). Consequentemente, todos os resultados obtidos pela equipe russa foram anulados. Tatiana Burina e Anna Shukina também foram desclassificadas dez dias depois.

## Medalhistas
|  | CAN Canadá |  | USA Estados Unidos |  | SUI Suíça |
|  | Meghan Agosta-Marciano Gillian Apps Mélodie Daoust Laura Fortino Jayna Hefford Haley Irwin Brianne Jenner Rebecca Johnston Charline Labonté Geneviève Lacasse Jocelyne Larocque Meaghan Mikkelson-Reid Caroline Ouellette Marie-Philip Poulin Lauriane Rougeau Natalie Spooner Shannon Szabados Jenn Wakefield Catherine Ward Tara Watchorn Hayley Wickenheiser |  | Kacey Bellamy Megan Bozek Alexandra Carpenter Julie Chu Kendall Coyne Brianna Decker Meghan Duggan Lyndsey Fry Amanda Kessel Hilary Knight Jocelyne Lamoureux Monique Lamoureux-Kolls Gisele Marvin Brianne McLaughlin Michelle Picard Josephine Pucci Molly Schaus Anne Schleper Kelli Stack Lee Stecklein Jessie Vetter |  | Janine Alder Livia Altmann Sophie Anthamatten Laura Benz Sara Benz Nicole Bullo Romy Eggimann Sarah Forster Angela Frautschi Jessica Lutz Julia Marty Stefany Marty Alina Müller Katrin Nabholz Evelina Raselli Florence Schelling Lara Stalder Phoebe Stanz Anja Stiefel Nina Waidacher |

## Formato
Oito equipes disputaram o torneio, onde as quarto mais bem ranqueadas internacionalmente integraram o grupo A e as quatro restantes integraram o grupo B. As duas primeiras colocadas do grupo A avançaram diretamente as semifinais e o terceiro e quarto lugar do grupo A cruzaram com as duas primeiras do grupo B nas quartas-de-final.

## Primeira fase
|  | Equipes classificadas às semifinais                 |
|  | Equipes classificadas às quartas-de-final           |
|  | Equipes classificadas à disputa do 5º ao 8º lugares |

Todas as partidas estão no horário local (UTC+4).

### Grupo A
| País               | J | V | VP | DP | D | GP | GS | SG  | Pts |
| ------------------ | - | - | -- | -- | - | -- | -- | --- | --- |
| CAN Canadá         | 3 | 3 | 0  | 0  | 0 | 11 | 2  | +9  | 9   |
| USA Estados Unidos | 3 | 2 | 0  | 0  | 1 | 14 | 4  | +10 | 6   |
| FIN Finlândia      | 3 | 0 | 1  | 0  | 2 | 5  | 9  | −4  | 2   |
| SUI Suíça          | 3 | 0 | 0  | 1  | 2 | 3  | 18 | −15 | 1   |

| 8 de fevereiro | Estados Unidos USA                                   | 3 – 1                     | FIN Finlândia    | Shayba Arena                                |
| 12:00          | H. Knight 00:57' K. Stack 27:42' A. Carpenter 35:59' | (1–0, 2–0, 0–1) Relatório | 55:22' S. Tapani | Público: 4 135 Árbitro: GER Nicole Hertrich |

| 8 de fevereiro | Canadá CAN                                                                                         | 5 – 0                     | SUI Suíça | Shayba Arena                          |
| 17:00          | J. Larocque 01:25' T. Watchorn 06:30' H. Wickenheiser 23:54' M-P. Poulin 32:28' R. Johnston 36:10' | (2–0, 3–0, 0–0) Relatório |           | Público: 4 386 Árbitro: NOR Aina Hove |

| 10 de fevereiro | Estados Unidos USA | 9 – 0                     | SUI Suíça | Shayba Arena                                  |
| 14:00           | M. Lamoureux 09:20', 13:26' B. Decker 10:07' A. Kessel 10:15', 15:42' H. Knight 14:23' K. Coyne 40:49', 43:59' A. Carpenter 55:39' | (5–0, 1–0, 3–0) Relatório |           | Público: 3 812 Árbitro: CAN Melanie Bordeleau |

| 10 de fevereiro | Finlândia FIN | 0 – 3                     | CAN Canadá                                                     | Shayba Arena                            |
| 19:00           |               | (0–0, 0–0, 0–3) Relatório | 49:27' M. Agosta-Marciano 52:24' J. Hefford 56:36' R. Johnston | Público: 4 837 Árbitro: GBR Joy Tottman |

| 12 de fevereiro | Suíça SUI                                         | 3 – 4 (PRO)                    | FIN Finlândia                                          | Shayba Arena                           |
| 12:00           | R. Eggiman 23:28' P. Stanz 28:00' S. Marty 56:25' | (0–2, 2–1, 1–0, 0–1) Relatório | 07:56', 62:38' J. Hiirikoski 09:55', 35:31' J. Hefford | Público: 4 211 Árbitro: USA Erin Blair |

| 12 de fevereiro | Canadá CAN                                               | 3 – 2                     | USA Estados Unidos                  | Shayba Arena                            |
| 16:30           | M. Agosta-Marciano 42:24', 54:55' H. Wickenheiser 10:07' | (0–0, 0–1, 3–1) Relatório | 37:34' H. Knight 58:55' A. Schleper | Público: 4 812 Árbitro: FIN Anna Eskola |

### Grupo B
| País         | J | V | VP | DP | D | GP | GS | SG | Pts |
| ------------ | - | - | -- | -- | - | -- | -- | -- | --- |
| RUS Rússia   | 3 | 3 | 0  | 0  | 0 | 9  | 3  | +6 | 9   |
| SWE Suécia   | 3 | 2 | 0  | 0  | 1 | 6  | 3  | +3 | 6   |
| GER Alemanha | 3 | 1 | 0  | 0  | 2 | 5  | 8  | –3 | 3   |
| JPN Japão    | 3 | 0 | 0  | 0  | 3 | 1  | 7  | –6 | 0   |

Todos os horários estão em UTC-8.
| 9 de fevereiro | Suécia SWE          | 1 – 0                     | JPN Japão | Shayba Arena                           |
| 12:00          | J. Asserholt 12:38' | (1–0, 0–0, 0–0) Relatório |           | Público: 2 928 Árbitro: USA Erin Blair |

| 9 de fevereiro | Rússia RUS                                                         | 4 – 1                     | GER Alemanha    | Shayba Arena                            |
| 17:00          | I. Gavrilova 45:04' O. Sosina 48:49', 52:15' E. Smolentseva 49:27' | (0–0, 0–1, 4–0) Relatório | 26:48' F. Busch | Público: 5 048 Árbitro: FIN Anna Eskola |

| 11 de fevereiro | Alemanha GER | 0 – 4                     | SWE Suécia                                                              | Shayba Arena                          |
| 14:00           |              | (0–1, 0–0, 0–3) Relatório | 01:00' E. Nordin 47:42' C. Östberg 50:31' J. Olofsson 51:25' P. Winberg | Público: 4 015 Árbitro: NOR Aina Hove |

| 11 de fevereiro | Rússia RUS                        | 2 – 1                     | JPN Japão      | Shayba Arena                                |
| 19:00           | T. Burina 11:39' A. Vafina 51:36' | (1–0, 0–0, 1–1) Relatório | 40:33' A. Toko | Público: 4 897 Árbitro: GER Nicole Hertrich |

| 13 de fevereiro | Japão JPN | 0 – 4                     | GER Alemanha                                                     | Shayba Arena                                  |
| 12:00           |           | (0–1, 0–1, 0–2) Relatório | 13:23' M. Anwander 20:48', 59:28' F. Busch 58:31' K. Spielberger | Público: 2 618 Árbitro: CAN Melanie Bordeleau |

| 13 de fevereiro | Suécia SWE        | 1 – 3                     | RUS Rússia                                                | Shayba Arena                            |
| 21:00           | P. Winberg 38:58' | (0–1, 1–1, 0–1) Relatório | 08:38' A. Shukina 29:20' A. Khomich 58:07' E. Smolentseva | Público: 5 092 Árbitro: GBR Joy Tottman |

## Fase final
|  | Quartas de final | Quartas de final | Quartas de final |  |  | Semifinal | Semifinal          | Semifinal |  |  | Final          | Final              | Final          |
|  |                  |                  |                  |  |  |           |                    |           |  |  |                |                    |                |
|  |                  |                  |                  |  |  | A1        | CAN Canadá         | 3         |  |  |                |                    |                |
|  | A4               | SUI Suíça        | 2                |  |  | A4        | SUI Suíça          | 1         |  |  |                |                    |                |
|  | B1               | RUS Rússia       | 0                |  |  |           |                    |           |  |  | A1             | CAN Canadá (PRO)   | 3              |
|  |                  |                  |                  |  |  |           |                    |           |  |  | A2             | USA Estados Unidos | 2              |
|  |                  |                  |                  |  |  | A2        | USA Estados Unidos | 6         |  |  |                |                    |                |
|  | A3               | FIN Finlândia    | 2                |  |  | B2        | SWE Suécia         | 1         |  |  | Terceiro lugar | Terceiro lugar     | Terceiro lugar |
|  | B2               | SWE Suécia       | 4                |  |  |           |                    |           |  |  | A4             | SUI Suíça          | 4              |
|  |                  |                  |                  |  |  |           |                    |           |  |  | B2             | SWE Suécia         | 3              |

### Quartas de final
| 15 de fevereiro | Finlândia FIN                     | 2 – 4                     | SWE Suécia                                                               | Shayba Arena                                |
| 12:00           | V. Hovi 33:16' E. Nuutinen 45:21' | (0–0, 1–0, 1–4) Relatório | 40:48' A. Borgqvist 45:09' L. Wester 55:45' E. Eliasson 59:19' E. Nordin | Público: 2 917 Árbitro: GER Nicole Hertrich |

| 15 de fevereiro | Suíça SUI                         | 2 – 0                     | RUS Rússia | Shayba Arena                            |
| 16:30           | S. Marty 10:46' L. Stalder 59:39' | (1–0, 0–0, 1–0) Relatório |            | Público: 4 962 Árbitro: GBR Joy Tottman |

### Classificação 5º–8º
| 16 de fevereiro | Finlândia FIN                           | 2 – 1                     | GER Alemanha    | Shayba Arena                          |
| 12:00           | J. Hiirikoski 01:15' M. Karvinen 08:32' | (2–0, 0–1, 0–0) Relatório | 28:59' B. Evers | Público: 2 009 Árbitro: NOR Aina Hove |

| 16 de fevereiro | Rússia RUS                                                                                     | 6 – 3                     | JPN Japão                                       | Shayba Arena                            |
| 21:00           | A. Shukina 16:12' A. Shokhina 26:44' G. Skiba 27:33', 49:39' O. Sosina 31:32' T. Burina 55:42' | (1–0, 3–2, 2–1) Relatório | 26:14' T. Yamane 26:50' A. Toko 42:23' C. Osawa | Público: 4 793 Árbitro: FIN Anna Eskola |

### Semifinal
| 17 de fevereiro | Estados Unidos USA                                                                                          | 6 – 1                     | SWE Suécia          | Shayba Arena                                  |
| 16:30           | A. Carpenter 06:10' K. Bellamy 07:16' A. Kessel 11:19' M. Lamoureux 25:41' M. Bozek 32:17' B. Decker 56:58' | (3–0, 2–0, 1–1) Relatório | 53:04' A. Borgqvist | Público: 4 542 Árbitro: CAN Melanie Bordeleau |

| 17 de fevereiro | Canadá CAN                                 | 3 – 1                     | SUI Suíça      | Shayba Arena                           |
| 21:00           | N. Spooner 07:29', 11:10' M. Daoust 11:33' | (3–0, 0–1, 0–0) Relatório | 25:14' J. Lutz | Público: 3 378 Árbitro: USA Erin Blair |

### Decisão do 7º lugar
| 18 de fevereiro | Alemanha GER                                   | 3 – 2                     | JPN Japão                         | Shayba Arena                                  |
| 12:00           | S. Götz 09:18' J. Zorn 24:30' S. Seiler 35:49' | (1–1, 2–0, 0–1) Relatório | 13:04' H. Kubo 42:56' H. Yoneyama | Público: 2 012 Árbitro: CAN Melanie Bordeleau |

### Decisão do 5º lugar
| 18 de fevereiro | Finlândia FIN                                                  | 4 – 0                     | RUS Rússia | Shayba Arena                           |
| 16:30           | L. Välimäki 16:37' R. Välilä 17:28' M. Karvinen 42:30', 43:31' | (2–0, 0–0, 2–0) Relatório |            | Público: 4 112 Árbitro: USA Erin Blair |

### Decisão do 3º lugar
| 20 de fevereiro | Suíça SUI                                                      | 4 – 3                     | SWE Suécia                                                 | Domo de Gelo Bolshoi                        |
| 16:00           | S. Benz 41:18' P. Stanz 46:13' J. Lutz 53:43' A. Müller 58:53' | (0–1, 0–1, 4–1) Relatório | 14:00' M. Löwenhielm 38:58' E. Johansson 59:16' P. Winberg | Público: 8 263 Árbitro: GER Nicole Hertrich |

### Final
| 20 de fevereiro | Canadá CAN                                  | 3 – 2 (PRO)                    | USA Estados Unidos                   | Domo de Gelo Bolshoi                     |
| 21:00           | B. Jenner 56:34' M-P. Poulin 59:05', 68:10' | (0–0, 0–1, 2–1, 1–0) Relatório | 31:57' M. Duggan 42:01' A. Carpenter | Público: 10 639 Árbitro: GBR Joy Tottman |

## Classificação final
| Pos.              | País               |
| ----------------- | ------------------ |
| Medalha de ouro   | CAN Canadá         |
| Medalha de prata  | USA Estados Unidos |
| Medalha de bronze | SUI Suíça          |
| 4                 | SWE Suécia         |
| 5                 | FIN Finlândia      |
| 6                 | GER Alemanha       |
| 7                 | JPN Japão          |
| DSQ               | RUS Rússia         |